# Celloconcert (Sallinen)
De Finse componist Aulis Sallinen componeerde zijn Celloconcert in 1976. Het is tot nu toe (2009) zijn enige celloconcert gebleven. Het werk is opgedragen aan de cellist Arto Noras, die toen meer en meer bekend raakte. Hij nam het werk op in zijn repertoire en heeft het werk over de gehele wereld uitgevoerd. Het concerto bestaat uit twee delen:
- Il modo variabile – Quasi marcia funebre (circa 20 minuten)
- Allegro – Presto – Prestissimo (circa 5 minuten).

Het werk begint als een aantal variaties uitmondend in een ietwat droevig eind. In deel 2 zit de cadens en een scherzoachtig deel.

## Orkestratie
- 2 dwarsfluiten waaronder 1 piccolo, 2 hobo's, 2 klarinetten waaronder een basklarinet, 2 fagotten
- 4 hoorns, 2 trompetten, 2 trombones
- 1x pauken, 2x percussie; harp, celesta
- strijkinstrumenten

## Première
Het werk, dat in opdracht van de Finse Radio was geschreven, beleefde haar première tijdens een muziekfestival in Luzern; de première werd gegeven door het Fins Radiosymfonieorkest onder leiding van Jorna Panula op 6 september 1977. Het werk werd later overvleugeld door Kamermuziek III van dezelfde componist; een soort concertino voor cello.

## Discografie en bron
- Uitgave Finlandia Records; Arto Noras met het Filharmonisch Orkest van Helsinki o.l.v. Okko Kamu
- FIMIC voor orkestratie en premièregegevens